# بريتني وليامز
بريتني وليامز (بالإنجليزية: Brittney Williams)‏ هي فنانة قصص مصورة أمريكية، ولدت في 10 أكتوبر 1989.